# Mascaraque
Mascaraque – gmina w Hiszpanii, w prowincji Toledo, w Kastylii-La Mancha, o powierzchni 65,61 km². W 2011 roku gmina liczyła 523 mieszkańców.